# Weingut Nigl

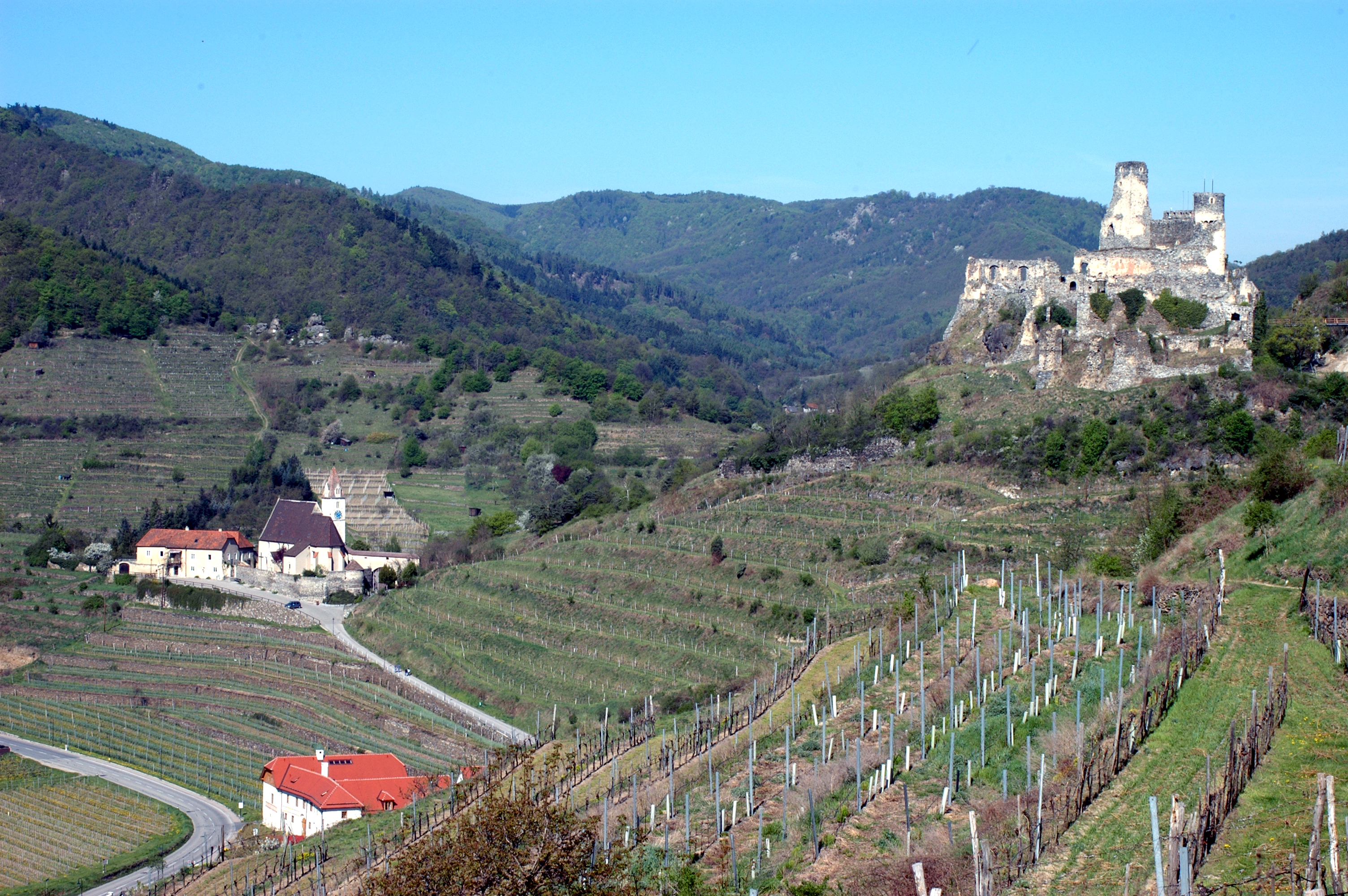
Weingut Nigl (unterhalb der Burgruine Senftenberg)

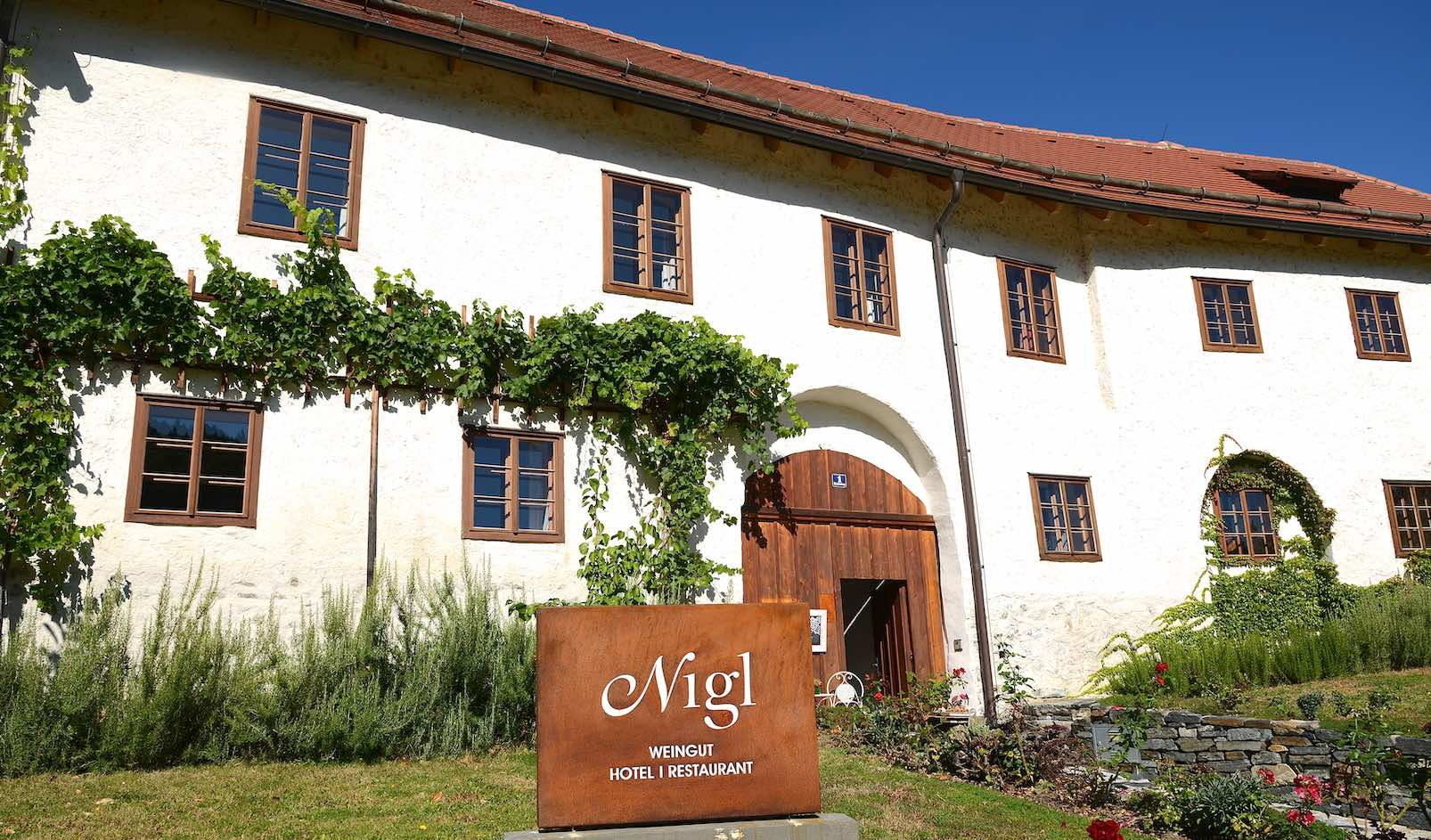
Weingut Nigl, Senftenberg

Das Weingut Nigl in Senftenberg ist ein österreichisches Weingut im Weinbaugebiet Kremstal in Niederösterreich.

## Das Weingut
Geleitet wird das Weingut und das angeschlossene Restaurant, mit Hotel unter der Burgruine Senftenberg gelegen, von Martin Nigl. Das Weingut gilt als ein Leitbetrieb für den Weinbau des Weinbaugebiets Kremstal und ist Mitglied der Vereinigung Österreichische Traditionsweingüter (ÖTW).

## Weine und Rebsorten
Die Rebfläche beträgt 25 Hektar (Stand 2016), wovon 90 % mit weißen Rebsorten, hauptsächlich mit Grüner Veltliner und Riesling, der Rest mit Sauvignon Blanc, Chardonnay und Gelber Muskateller bestockt sind.
Die bekanntesten Weine sind der Veltliner und der Riesling Privat aus der Lage Senftenberger Piri für den die besten Trauben jedes Jahrganges verwendet werden. Weitere wichtige Lagen sind Dornleiten, Hochäcker und Kremsleiten. Die Rieden mit Urgesteinsböden aus verwittertem Granit werden im Wege des naturnahen, integrierten Weinbaus bewirtschaftet.
Die Weinlese erfolgt in mehreren Durchgängen über mehrere Wochen per Hand. Die Weißweine werden in Stahltanks und nur selten in Barriques ausgebaut.